# 400 Fifth Avenue
Il 400 Fifth Avenue, conosciuto anche come The Langham, è un grattacielo ad uso misto situato a New York.

## Caratteristiche
Costruito tra il 2008 e il 2010 e inaugurato come The Setai Fifth Avenue, ha assunto l'attuale nome nel 2013. Nel 2014, il 33% dell'hotel è stato acquistato da Melendez International Hotels, una filiale di Melendez Global Inc. Con un'altezza di 193 metri, è l'ottantatreesimo edificio più alto della città.